# Bidhya Devi Bhandari
Bidhya Devi Bhandari (em nepali:  विद्यादेवी भण्डारी; Bhojpur, 19 de junho de 1961) é uma política nepalesa, presidente do país entre 2015 e 2023. Foi a primeira mulher a ocupar o cargo. Foi vice-líder do Partido Comunista do Nepal e presidente da Associação de Mulheres de Todo o Nepal antes de vencer a eleição presidencial em 28 de outubro de 2015. Bidhya Devi Bhandari foi eleita presidente em uma votação parlamentar, quando recebeu 327 votos e derrotou o seu adversário, Kul Bahadur Gurung. Bidhya Devi Bhandari já exerceu o cargo de Ministra da Defesa do governo nepalês.
Bidhya Devi Bhandari foi reeleita presidente do Nepal, com 74% dos votos. Durante seu primeiro mandato, ela se tornou a primeira mulher a ocupar o cargo e também a primeira política designada para este posto sob a nova Constituição republicana.